# Psilotreta rufa
Psilotreta rufa är en nattsländeart som först beskrevs av Hagen 1861.  Psilotreta rufa ingår i släktet Psilotreta och familjen böjrörsnattsländor. Inga underarter finns listade i Catalogue of Life.